# Little Nemo
Little Nemo er en amerikansk stumfilm fra 1911 af Winsor McCay og J. Stuart Blackton.